# Le Tronquay, Eure
Le Tronquay är en kommun i departementet Eure i regionen Normandie i norra Frankrike. Kommunen ligger i kantonen Lyons-la-Forêt som tillhör arrondissementet Les Andelys. År 2022 hade Le Tronquay 525 invånare.

## Befolkningsutveckling
Antalet invånare i kommunen Le Tronquay
Referens:INSEE